# GoldenEye 007
GoldenEye 007 ist ein Ego-Shooter, der auf dem Film James Bond 007 – GoldenEye basiert. Das Spiel wurde von der britischen Softwarefirma Rare entwickelt und am 31. Juli 1997, zwei Jahre nach dem Kinostart des Films, für die Spielekonsole Nintendo 64 in den USA veröffentlicht. Im selben Jahr folgte eine PAL-Version für Europa. GoldenEye 007 gilt als Meilenstein der Videospielgeschichte.

## Handlung
Die Handlung hält sich, bis auf zwei Bonusmissionen, über das gesamte Spiel hinweg an die Handlung des Spielfilms. Jedoch erhält der Spieler auch Aufträge, die im Film nur am Rande erwähnt werden.

## Veröffentlichung
Nintendo verzichtete darauf, es in Deutschland zu veröffentlichen. Es wurde dennoch von der BPjS indiziert und stellte damit einen Präzedenzfall dar. In der deutschen Fachpresse und der deutschen Fan-Szene ist das Videospiel auch als SilverEye bekannt, um den indizierten Titel nicht beim Namen zu nennen. Die Indizierung wurde im Oktober 2021 aufgehoben.
Ein Re-Release für Xbox 360 scheiterte zunächst an ungeklärten Lizenzfragen der Rechteinhaber. Die Entwicklung wurde kurz vor der Fertigstellung abgebrochen. Im Februar 2021 tauchte ein Leak im Internet auf. Am 27. Januar 2023 wurde das Spiel für Nintendo Switch, Xbox One und Xbox Series digital wiederveröffentlicht.

## Entwicklung
Die Entwicklung bei Rare erfolgte ohne Projektmanager oder zeitliche Vorgaben. Das Team bestand aus 12 Mitarbeitern, von denen ein Großteil noch nie ein Videospiel entwickelt hatte. Nachdem Meilensteine nicht gehalten werden konnten, wurde das Team jeweils aufgestockt, um einen Projektabbruch zu vermeiden. Für die Mitarbeiter war die 2,5-jährige Entwicklungsdauer stark von Überstunden geprägt.
Da der Nintendo 64 noch in der Entwicklung war, wurde der SGI Onyx als Zielhardware verwendet. Die Steuerung des Spiels wurde zu einem Zeitpunkt konzipiert, zu dem der Nintendo-64-Controller noch nicht fertiggestellt war. Das Team setzte voll auf die Fähigkeiten des Analog-Sticks und arbeitete mit einem modifizierten Sega Saturn Controller. Zwischenzeitlich war geplant Lightguns zum Anvisieren zu verwenden. Der ikonische Mehrspielermodus wurde in letzter Minute und ohne Wissen des Managements von Rare oder des Publishers Nintendo von den Programmierern eingefügt.
Inspiration für die Spezialeffekte insbesondere die Explosionen waren John Woos Filme wie Hard Boiled. Das Gameplay mit limitierter Munition, Nachladen, zahlreichen Hit-Animationen je nach Trefferzone, unschuldige Personen, die nicht getötet werden dürfen und einem Zielmodus waren stark an den Rail Shooter Virtua Cop angelehnt. Die Steuerung ließ sich auf eine Dimension zur Navigation ähnlich wie in Doom und zwei Knöpfe zum Schießen und Nachladen reduzieren.
Es lagen kaum Designdokumente vor. Stattdessen wurden typische Bond-Gadgets entworfen und dann im Nachhinein versucht diese in den Levels sinnvoll einzusetzen. Das Leveldesign war ebenfalls davon geprägt, dass Ziele für den Spieler und Gegner erst im Nachgang platziert wurden, sodass es mehrere Routen und auch Räume gibt, die keine Relevanz für den Spielverlauf haben und so der Architektur ein realistisches und freiheitlich nicht-lineares Spielgefühl geben. Das Missionsdesign wurde von Super Mario 64 inspiriert.
Von Anfang an war geplant, dass die Gegner auf den Spieler auf eine Vielzahl von Möglichkeiten reagieren sollten. Von den ursprünglichen Ideen im Bereich künstliche Intelligenz blieben Patrouillen auf festen Pfaden, Auslösen von Alarmen und das Greifen nach den Waffen. Da diese Interaktion jedoch gut beobachtbar war und dadurch verstärkt wurde, dass z. B. Gegner den Spieler durch Fenster nicht sehen konnten, verlieh es dem Spiel eine taktische Komponente. Zudem simulierte das Spiel das Wahrnehmen von Geräuschen durch Wachen und belohnte so den Einsatz des Schalldämpfers mit wenigen gezielten Schüssen.
An der Wiederveröffentlichung für Nintendo Switch und Xbox waren die ursprünglichen Entwickler nicht beteiligt. Stattdessen wurde pro Plattform an ein separates Studio outgesourced.

## Rezeption
Video Games attestierte, dass die Entwickler Spannung und Intensität des Kinofilms durch Verwendung des Soundtracks und lebensechter Grafik in das Spiel transportierten. Die realistische Darstellung der Filmschauplätze wurde dadurch ermöglicht, dass die Entwickler Zugang zu den Kulissen hatten und intensiv mithilfe von Fotografien rekonstruiert hätten. Für Mega Fun führte die fotorealistische Grafik zusammen mit den erschreckend realitätsnahen Animationen wohl zu der Entscheidung für den deutschen Markt gar nicht erst zu veröffentlichen. Die Missionen seien atmosphärisch sehr dicht, die Geräusche passend und die Steuerung logisch.
Mit über 8 Millionen verkauften Exemplaren war GoldenEye das dritt meistverkaufte Spiel des Nintendo 64. Auf dem US-Markt war es das meistverkaufte N64-Spiel.
Das Guinnessbuch der Rekorde zählte es zu den 50 einflussreichsten Videospielen. Innerhalb der Branche wurde das Spiel als wegweisend für die Entwicklung von Ego-Shootern auf Spielkonsolen angesehen.

### Auszeichnungen
- BAFTA Game Award 1998[20]
- Interactive Achievement Awards 1998[21]
  - Console Action Game of the Year
  - Console Game of the Year
  - Interactive Title of the Year
  - Outstanding Achievement in Software Engineering
- Gamasutra Quantum Leap Awards: First-Person Shooters 2006[19]

## Nachfolge
Als Quasi-Nachfolger gilt der Titel Perfect Dark, welcher von Rare 2000 für den Nintendo 64 veröffentlicht wurde. Im Jahr 2004 veröffentlichte Electronic Arts ein James-Bond-Spiel unter dem Titel GoldenEye: Rogue Agent, das jedoch außer dem Titel und der James-Bond-Thematik nichts mit GoldenEye 007 gemein hat.
Mit GoldenEye: Source entwickelten Fans eine Version für PC auf Basis der Source Engine. Der Fokus liegt ausschließlich auf dem Mehrspielermodus. Neben modernisierten Grafiken inklusive Ragdoll Verhalten getöteter Charaktere bestach das Spiel durch Bots, die im Original auf dem Nintendo 64 nicht vorhanden waren.
Ein modernisiertes Remake, welches die Spielfigur nicht mehr Pierce Brosnan, sondern Daniel Craig nachempfand, erschienen im November 2010 ebenfalls unter den Namen GoldenEye 007 stellt jedoch eine vollständige Neuentwicklung dar. Am 4. November 2011 erschien GoldenEye 007 Reloaded für Xbox 360 und PlayStation 3, welches das Remake nochmals für HD-Auflösungen neu auflegte.
Die modernisierten Nachfolger erschienen im Gegensatz zum damals indizierten Shooter in Deutschland ungeschnitten und wurden von der USK ab 16 Jahren freigegeben.